# Danh sách phiên vương nhà Minh
Dưới đây là danh sách xét về phả hệ các thân vương nhà Minh (明朝), được chia ra nhiều hệ.

## Phân loại hệ án của hoàng đế
- Hy Tổ hệ
- Nhân Tổ hệ
- Thái Tổ hệ
- Hưng Tông hệ
- Huệ Tông hệ
- Thành Tổ hệ
- Nhân Tông hệ
- Tuyên Tông hệ
- Anh Tông hệ
- Hiến Tông hệ
- Hiếu Tông hệ
- Duệ Tông hệ
- Thế Tông hệ
- Mục Tông hệ
- Thần Tông hệ
- Quang Tông hệ
- Tư Tông hệ
- Cung Tông hệ
- Đoan Tông hệ
- Dụ Tông hệ
- Chiêu Tông hệ
- Phi hoàng tộc hệ

## Phân loại hệ án của thân vương
- Tần Vương hệ
- Tấn Vương hệ
- Chu Vương hệ
- Sở Vương hệ
- Tề Vương hệ
- Lỗ Vương hệ
- Thục Vương hệ
- Đại Vương hệ
- Túc Vương hệ
- Liêu Vương hệ
- Khánh Vương hệ
- Ninh Vương hệ
- Mân Vương hệ
- Cốc Vương hệ
- Hàn Vương hệ
- Thẩm Vương hệ
- Đường Vương hệ
- Y Vương hệ
- Hán Vương hệ
- Triệu Vương hệ
- Trịnh Vương hệ
- Tương Vương hệ
- Kinh Vương hệ
- Hoài Vương hệ
- Đức Vương hệ
- Sùng Vương hệ
- Cát Vương hệ
- Huy Vương hệ
- Ích Vương hệ
- Hành Vương hệ
- Vinh Vương hệ
- Lộ Vương hệ
- Phúc Vương hệ
- Quế Vương hệ